# Ried bei Kerzers
Ried bei Kerzers (även: Ried, franska: Essert) är en ort och kommun i distriktet Lac i kantonen Fribourg, Schweiz. Kommunen hade 1 223 invånare (2023). Den 1 januari 2006 inkorporerades kommunen Agriswil in i Ried bei Kerzers.